# UEFA EURO 2016予選・グループG
このページは、UEFA EURO 2016予選のグループGの結果をまとめたものである。このグループは、ロシア、スウェーデン、オーストリア、モンテネグロ、モルドバ、リヒテンシュタインの6カ国からなる。
1位および2位チームはそのままUEFA EURO 2016本大会出場が決まる。3位の9か国のうち成績が最も上位の国も予選を通過。残る3位の8か国が2か国ずつ4組に分かれホーム・アンド・アウェーでのプレーオフを行い、勝利した4か国が予選を通過する。

## 順位表
| チーム             | 試 | 勝 | 分 | 敗 | 得 | 失 | 差  | 点 |
| ------------------ | -- | -- | -- | -- | -- | -- | --- | -- |
| オーストリア       | 10 | 9  | 1  | 0  | 22 | 5  | +17 | 28 |
| ロシア             | 10 | 6  | 2  | 2  | 21 | 5  | +16 | 20 |
| スウェーデン       | 10 | 5  | 3  | 2  | 15 | 9  | +6  | 18 |
| モンテネグロ       | 10 | 3  | 2  | 5  | 10 | 13 | −3  | 11 |
| リヒテンシュタイン | 10 | 1  | 2  | 7  | 2  | 26 | −24 | 5  |
| モルドバ           | 10 | 0  | 2  | 8  | 4  | 16 | −12 | 2  |

| チーム  | チーム             | AWAY             | AWAY       | AWAY             | AWAY             | AWAY                   | AWAY         |
| チーム  | チーム             | オーストリアの旗 | ロシアの旗 | スウェーデンの旗 | モンテネグロの旗 | リヒテンシュタインの旗 | モルドバの旗 |
| ------- | ------------------ | ---------------- | ---------- | ---------------- | ---------------- | ---------------------- | ------------ |
| H O M E | オーストリア       | X                | 1 - 0      | 1 - 1            | 1 - 0            | 3 - 0                  | 1 - 0        |
| H O M E | ロシア             | 0 - 1            | X          | 1 - 0            | 2 - 0            | 4 - 0                  | 1 - 1        |
| H O M E | スウェーデン       | 1 - 4            | 1 - 1      | X                | 3 - 1            | 2 - 0                  | 2 - 0        |
| H O M E | モンテネグロ       | 2 - 3            | 0 - 3      | 1 - 1            | X                | 2 - 0                  | 2 - 0        |
| H O M E | リヒテンシュタイン | 0 - 5            | 0 - 7      | 0 - 2            | 0 - 0            | X                      | 1 - 1        |
| H O M E | モルドバ           | 1 - 2            | 1 - 2      | 0 - 2            | 0 - 2            | 0 - 1                  | X            |

## 競技日程と結果
競技日程は、2014年2月23日に行われた予選組み合わせ抽選会で決定された。
| 2014年9月8日 20:00 (UTC+4) |

| ロシア                                                                                      | 4 - 0    | リヒテンシュタイン |
| M.ビュヘル 4分 (o.g.) · ブルクマイヤー 50分 (o.g.) · コムバロフ 54分 (pen.) · ジューバ 65分 | レポート |                    |

| アレナ・ヒムキ（ヒムキ） 観客数: 11,236人 主審: セバスティアン・デルフェリエール |

| 2014年9月8日 20:45 (UTC+2) |

| オーストリア      | 1 - 1    | スウェーデン  |
| アラバ 7分 (pen.) | レポート | ゼンギン 12分 |

| エルンスト・ハッペル・シュターディオン（ウィーン） 観客数: 48,500人 主審: パヴェル・クラロヴェツ |

| 2014年9月8日 20:45 (UTC+2) |

| モンテネグロ                              | 2 - 0    | モルドバ |
| ヴチニッチ 45+3分 · トマシェヴィッチ 73分 | レポート |          |

| スタディオン・ポド・ゴリツォム（ポドゴリツァ） 観客数: 8,759人 主審: アレクセイ・クルバコフ |

| 2014年10月9日 20:45 (UTC+2) |

| リヒテンシュタイン | 0 - 0    | モンテネグロ |
|                    | レポート |              |

| ラインパーク・シュタディオン（ファドゥーツ） 観客数: 2,790人 主審: サイモン・リー・エヴァンス |

| 2014年10月9日 20:45 (UTC+3) |

| モルドバ           | 1 - 2    | オーストリア                     |
| デドヴ 27分 (pen.) | レポート | アラバ 12分 (pen.) · ヤンコ 51分 |

| スタディオヌル・ジンブル（キシナウ） 観客数: 8,500人 主審: マヌエル・デ・ソウザ |

| 2014年10月9日 20:45 (UTC+2) |

| スウェーデン      | 1 - 1    | ロシア        |
| トイヴォネン 49分 | レポート | ココリン 10分 |

| フレンズ・アレーナ（ソルナ） 観客数: 49,023人 主審: ニコラ・リッツォーリ |

| 2014年10月12日 18:00 (UTC+2) |

| オーストリア  | 1 - 0    | モンテネグロ |
| オコティ 24分 | レポート |              |

| エルンスト・ハッペル・シュターディオン（ウィーン） 観客数: 44,200人 主審: バス・ネイハイス |

| 2014年10月12日 20:00 (UTC+4) |

| ロシア               | 1 - 1    | モルドバ        |
| ジューバ 73分 (pen.) | レポート | エプレアヌ 74分 |

| オトクリティ・アリーナ（モスクワ） 観客数: 42,000人 主審: クリスティン・ヤコブソン |

| 2014年10月12日 20:45 (UTC+2) |

| スウェーデン                    | 2 - 0    | リヒテンシュタイン |
| ゼンギン 34分 · ドゥルマズ 46分 | レポート |                    |

| フレンズ・アレーナ（ソルナ） 観客数: 22,528人 主審: ゲディミナス・マゼイカ |

| 2014年11月15日 18:00 (UTC+1) |

| オーストリア  | 1 - 0    | ロシア |
| オコティ 73分 | レポート |        |

| エルンスト・ハッペル・シュターディオン（ウィーン） 観客数: 47,500人 主審: マーティン・アトキンソン |

| 2014年11月15日 18:00 (UTC+2) |

| モルドバ | 0 - 1    | リヒテンシュタイン  |
|          | レポート | ブルクマイアー 74分 |

| スタディオヌル・ジンブル（キシナウ） 観客数: 6,843人 主審: マッティアス・ゲストラニウス |

| 2014年11月15日 20:45 (UTC+1) |

| モンテネグロ               | 1 - 1    | スウェーデン           |
| ヨヴェティッチ 80分 (pen.) | レポート | イブラヒモヴィッチ 9分 |

| スタディオン・ポド・ゴリツォム（ポドゴリツァ） 観客数: 15,000人 主審: ウィリアム・コラム |

| 2015年3月27日 20:45 (UTC+1) |

| リヒテンシュタイン | 0 - 5    | オーストリア                                                                                  |
|                    | レポート | ハルニック 14分 · ヤンコ 16分 · アラバ 59分 · ユヌゾヴィッチ 74分 · アルナウトヴィッチ 90+3分 |

| ラインパーク・シュタディオン（ファドゥーツ） 観客数: 5,864人 主審: フェリックス・ツヴァイヤー |

| 2015年3月27日 20:45 (UTC+2) |

| モルドバ | 0 - 2    | スウェーデン                         |
|          | レポート | イブラヒモヴィッチ 46分, 84分 (pen.) |

| スタディオヌル・ジンブル（キシナウ） 観客数: 10,375人 主審: イヴァン・ベベク |

| 2015年3月27日 20:45 (UTC+1) |

| モンテネグロ | 0 - 3 没収試合 | ロシア |
|              | レポート       |        |

| スタディオン・ポド・ゴリツォム（ポドゴリツァ） 主審: デニス・アイテキン |

| 2015年6月14日 18:00 (UTC+2) |

| リヒテンシュタイン | 1 - 1    | モルドバ    |
| ヴィーザー 20分    | レポート | ボギウ 43分 |

| ラインパーク・シュタディオン（ファドゥーツ） 観客数: 2,080人 主審: リボル・コヴァジーク |

| 2015年6月14日 19:00 (UTC+3) |

| ロシア | 0 - 1    | オーストリア |
|        | レポート | ヤンコ 33分  |

| オトクリティ・アリーナ（モスクワ） 観客数: 33,750人 主審: ミロラド・マジッチ |

| 2015年6月14日 20:45 (UTC+2) |

| スウェーデン                              | 3 - 1    | モンテネグロ                 |
| ベリ 37分 · イブラヒモヴィッチ 40分, 44分 | レポート | ダミヤノヴィッチ 64分 (pen.) |

| フレンズ・アレーナ（ソルナ） 観客数: 32,224人 主審: フセイン・ゴジェク |

| 2015年9月5日 19:00 (UTC+3) |

| ロシア        | 1 - 0    | スウェーデン |
| ジューバ 38分 | レポート |              |

| オトクリティ・アリーナ（モスクワ） 観客数: 43,768人 主審: マーク・クラッテンバーグ |

| 2015年9月5日 20:45 (UTC+2) |

| オーストリア        | 1 - 0    | モルドバ |
| ユヌゾヴィッチ 52分 | レポート |          |

| エルンスト・ハッペル・シュターディオン（ウィーン） 観客数: 48,500人 主審: アレクサンダル・スタヴレフ |

| 2015年9月5日 20:45 (UTC+2) |

| モンテネグロ                        | 2 - 0    | リヒテンシュタイン |
| ベチライ 38分 · ヨヴェティッチ 56分 | レポート |                    |

| スタディオン・ポド・ゴリツォム（ポドゴリツァ） 観客数: 0人 主審: ハビエル・エストラーダ・フェルナンデス |

| 2015年9月8日 20:45 (UTC+2) |

| リヒテンシュタイン | 0 - 7    | ロシア                                                                                   |
|                    | レポート | ジューバ 21分, 45分, 73分, 90分 · ココリン 40分 (pen.) · スモロフ 77分 · ジャゴエフ 85分 |

| ラインパーク・シュタディオン（ファドゥーツ） 観客数: 2,874人 主審: ボビー・マデン |

| 2015年9月8日 20:45 (UTC+2) |

| モルドバ | 0 - 2    | モンテネグロ                      |
|          | レポート | サヴィッチ 9分 · ラク 65分 (o.g.) |

| スタディオヌル・ジンブル（キシナウ） 観客数: 6,243人 主審: セバスティアン・デルフェリエール |

| 2015年9月8日 20:45 (UTC+2) |

| スウェーデン            | 1 - 4    | オーストリア                                            |
| イブラヒモビッチ 90+1分 | レポート | アラバ 9分 (pen.) · ハルニック 38分, 88分 · ヤンコ 77分 |

| フレンズ・アレーナ（ソルナ） 観客数: 48,355人 主審: カルロス・ベラスコ・カルバージョ |

| 2015年10月9日 20:45 (UTC+2) |

| リヒテンシュタイン | 0 - 2    | スウェーデン                      |
|                    | レポート | ベリ 18分 · イブラヒモビッチ 55分 |

| ラインパーク・シュタディオン（ファドゥーツ） 観客数: 4,740人 主審: リラン・リアニ |

| 2015年10月9日 21:45 (UTC+3) |

| モルドバ        | 1 - 2    | ロシア                                  |
| ツェボタル 85分 | レポート | イグナシェヴィッチ 58分 · ジューバ 78分 |

| スタディオヌル・ジンブル（キシナウ） 観客数: 10,244人 主審: ミハイル・クークラキス |

| 2015年10月9日 20:45 (UTC+2) |

| モンテネグロ                    | 2 - 3    | オーストリア                                                |
| ヴチニッチ 32分 · ベチライ 68分 | レポート | ヤンコ 55分 · アルナウトヴィッチ 81分 · ザビッツァー 90+2分 |

| スタディオン・ポド・ゴリツォム（ポドゴリツァ） 観客数: 7,107人 主審: ダニエレ・オルサート |

| 2015年10月12日 18:00 (UTC+2) |

| オーストリア                                | 3 - 0    | リヒテンシュタイン |
| アルナウトヴィッチ 12分 · ヤンコ 54分, 57分 | レポート |                    |

| エルンスト・ハッペル・シュターディオン（ウィーン） 観客数: 48,500人 主審: ミロスラフ・ゼリンカ |

| 2015年10月12日 19:00 (UTC+3) |

| ロシア                               | 2 - 0    | モンテネグロ |
| クズミン 33分 · ココリン 37分 (pen.) | レポート |              |

| オトクリティ・アリーナ（モスクワ） 観客数: 35,604人 主審: スヴェイン・オッドヴァル・モエン |

| 2015年10月12日 18:00 (UTC+2) |

| スウェーデン                          | 2 - 0    | モルドバ |
| イブラヒモビッチ 23分 · ゼンギン 47分 | レポート |          |

| フレンズ・アレーナ（ソルナ） 観客数: 25,351人 主審: ルカ・バンティ |

## ノート
1. 1 2 3  試合開始早々、スタンドから投げ込まれたと思われる発煙筒がロシアのGKイーゴリ・アキンフェエフの後頭部を直撃、同選手は負傷退場。33分間の中断を経てプレーは再開し、0-0のスコアで前半終了。しかしスタンドで新たな騒動が発生したため、後半は予定より18分間遅れて始まった。そして67分、ロシアのロマン・シロコフのPKがセーブされて間もなく、0-0で打ち切られた[1]。モンテネグロは、9月5日のホームゲームを無観客試合にすることに加え50,000ユーロの罰金を、ロシアには25,000ユーロの罰金を科された[2]。